# 셀틱 파크
셀틱 파크(Celtic Park)는 스코틀랜드 글래스고에 위치한 축구 경기장으로, 셀틱의 홈구장으로 사용되고 있으며 수용 인원은 60,832명이다. 스코틀랜드에서 2번째로 큰 경기장이자 영국에서 6번째로 큰 경기장이다. 2014년 글래스고에서 열린 코먼웰스 게임의 개막식장으로 사용되었다.